# МамаРіка (мініальбом)
«МамаРіка» — дебютний сингл та EP однойменного проекту MamaRika. Виданий 18 червня 2016 року. Того ж дня був представлений відеокліп до пісні, що за тиждень зібрав близько 100 тис. переглядів і потрапив до ефірів каналу М1. Пісня стала відкриттям нового стилю Еріки (хіп-хоп суміщений з фанком). Також пісня включає звучання духових інструментів та барабанів.

## Відеокліп
Відео було відзняте в кімнаті з десятками дзеркал, де міститься відображення Еріки. Сама співачка з'являється в різних образах: у дзеркальній кімнаті, вдягнена у помаранчеве, у нічному клубі з дредами, а також у кімнаті, засипаній повітряними кулями. У деяких епізодах з'являються інші танцівники та хіп-хоп виконавці.
У зйомці відео взяли участь хіп-хопер Толу Оміс, фіналіст «Танцуюють всі-6» Дмитро Щебет, крамп-танцівниця Олена Данилюк, двоє учасників команди КВН «Одеські манси», а також репери «Den Da Funk» і «J Don». Режисером відео став Радислав Лукін («Balls Production»), стиліст — Слава Чайка, хореограф — Руслан Махов (D.side Dance Studio).
|  | Кліп знімався в спеціально побудованій дзеркальній локації розміром 4 на 4,5 метра. Моє відображення в десятках дзеркал - дуже крута ідея, як на мене. Ми досягли ефекту творчого божевілля, немов я - не одна особистість, а в мені десяток персонажів-відображень. |

- MamaRika у інтерв'ю  
Протягом першого місяця після виходу, відео бере участь у хіт-параді «На Всі 100 (Radio UA)», де станом на початок липня у номінації «Топ 10 пісень тижня» посідає першу сходинку.

## Трек-лист
1. Mama Rika 2:51
2. Ніч у барі 3:49
3. Mama Rika (Instrumental) 2:51
4. Ніч у барі (Instrumental) 3:49
5. Mama Rika (Acapella) 2:51